# Entretenimento educativo
Entretenimento educativo ou edutenimento (em inglês: edutainment) é uma forma de entretenimento projetada tanto para educar como divertir. O entretenimento educativo tipicamente tenta instruir ou socializar sua audiência passando-se lições através de formas familiares de entretenimento: programas de televisão, computador e videogames, filmes, música, websites, software multimédia, etc.
Entretenimento educativo é a combinação da educação a partir do entretenimento, usando-se normalmente o ambiente lúdico para estimular a aprendizagem. O lúdico pode ser utilizado de diversas maneiras e nem sempre é uma diversão.
Pode-se encontrar atualmente uma grande variedade de produtos multimédia de caráter educativo, em CD-ROM, em DVD ou mesmo disponíveis online, para importação direta através da Internet: de enciclopédias e dicionários a roteiros de museus, passando por coleções de arte ou de fotografia. Existem igualmente muitos programas de tutoria sobre as mais variadas áreas: música, desenho, matemática, línguas estrangeiras.